# Apopestes innotata
Apopestes innotata är en fjärilsart som beskrevs av W. Warren 1913. Apopestes innotata ingår i släktet Apopestes och familjen nattflyn. Inga underarter finns listade i Catalogue of Life.